# Герб Зеленогорского сельского поселения (Тверская область)
Герб муниципального образования Зеленогорское сельское поселение  Вышневолоцкого района Тверской области Российской Федерации — опознавательно-правовой знак, служащий официальным символом муниципального образования.
Герб утверждён Решением Совета депутатов Зеленогорского сельского поселения № 35 от 26 сентября 2006 года.
Герб внесён в Государственный геральдический регистр Российской Федерации под регистрационным номером 3036.

## Описание герба
«В зелёном поле над оконечностью с четырьмя видимыми полностью и двумя видимыми наполовину зубцами в виде глиняных горшков — слон, все фигуры серебряные. Щит увенчан муниципальной короной установленного образца».

## Обоснование символики
Зелёный цвет — символ богатства и названия поселения.
Серебряный слон — торговая марка одного из первых в России предприятий по производству рисового крахмала «Белый слон», известного с 1783 г.
Серебряная зубчатая оконечность выполнена в виде горшков, производство которых велось здесь с XVIII в., и волость в народе называлась «горшечной».